# Дослідження Антарктиди

## Дослідження Антарктиди

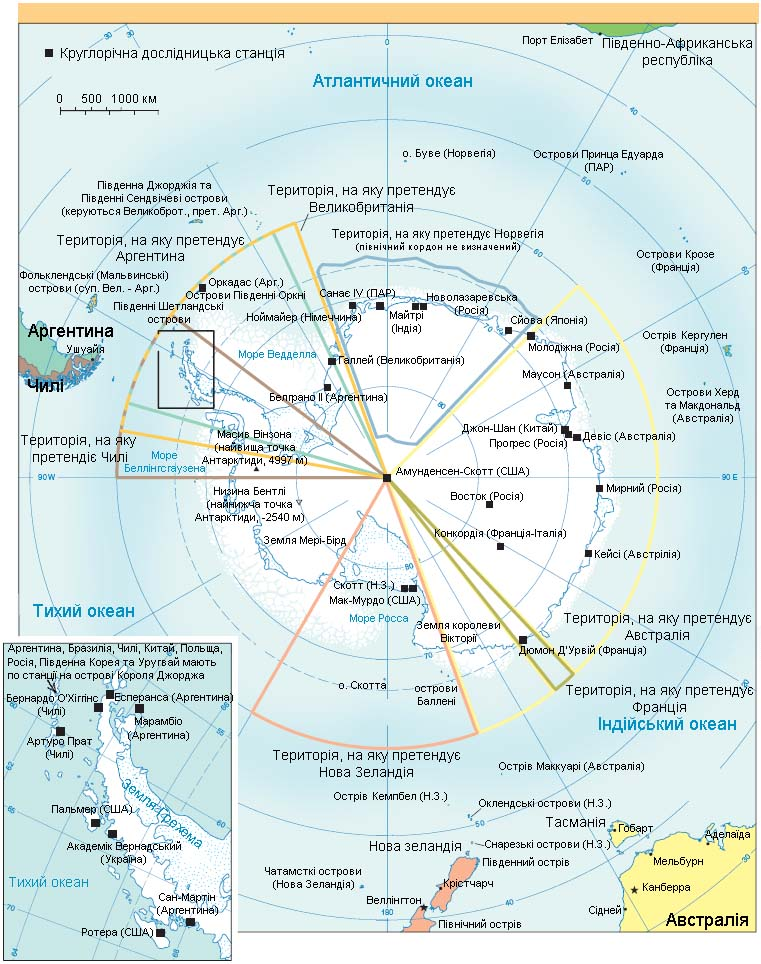
Карта розподілу Антарктиди між державами

Антарктида — найхолодніший континент, через що її називають «королевою холоду», «безлюдним континентом», «краєм Землі». Це єдиний материк на планеті, весь процес відкриття якого докладно задокументовано — від плавань Джеймса Кука до аерокосмічних зйомок.
В Антарктиді активно здійснюються міжнародні дослідження. Наразі працює майже 40 дослідних станцій із середньою загальною чисельністю персоналу близько 3 тис. осіб. Тут зареєстровані найнижчі температури повітря на Землі, хоча сонячної радіації в полярний день надходить більше, ніж Африка одержує впродовж року.
Поверхня Антарктиди вкрита потужним шаром льоду, через що вона є найвищим материком Землі. Кліматичні умови Антарктиди є найсуворішими на всій планеті. 21 липня 1983 року на радянській (нині російській) станції «Восток» було зафіксовано найнижчу температуру на Землім –89,2 °С. Через винятково низькі температури тут випадає дуже мало опадів і дмуть сильні вітри зі швидкістю до 90 м/с.
Після здобуття Україною незалежності вітчизняні науковці за підтримки президента НАН України академіка Б. Є. Патона створили Центр антарктичних досліджень (нині Національний антарктичний науковий центр), аби мати підґрунтя та можливість на рівних з іншими країнами брати участь у дослідженні шостого континенту. Цей материк є важливим передусім із точки зору вивчення клімату та розвідки корисних копалин і запасів питної води.
Академік П. Ф. Гожик вважає Антарктиду ключем до прогнозування подальшого розвитку Землі — на коротко- й довгострокову перспективу. Саме потреба відслідковування процесів, що відбуваються на цьому континенті, й спонукала багато країн світу заснувати там свої станції. Антарктида відіграє важливу роль у формуванні обличчя нашої планети, впливає на всі елементи в системі суходіл — океан — атмосфера — зледеніння.
Нині в Антарктиді дослідження ведуться не тільки за національними, а й за міжнародними програмами. Згідно з урядовими угодами, на континенті заборонена будь-яка господарська та військова діяльність, а узгоджує роботу вчених міжнародна Наукова рада з дослідження Антарктиди. Виняток із цього правила був зроблений лише одного разу заради відомого полярного дослідника Роберта Скотта, для постаменту пам'ятника якого була видобута в Антарктиді брила білого мармуру.

## Сучасні дослідження антарктичного континенту

### Основні напрямки геодинамічних досліджень на території Антарктиди
Утворення Антарктичного континенту розпочалося одночасно із розпадом суперконтиненту Гондвани, частиною якого вона була. Відокремлення та рух Антарктичної плити до Південного полюса спричинили її ізоляцію. Розпад Гондвани та утворення окремих континентів викликало виникнення кругової антарктичної течії, що у сукупності з розташуванням Антарктиди на Південному полюсі призвело до її зледеніння приблизно 35 млн років тому. Антарктичний континент складається із двох частин: Східної та Західної. Східна Антарктида у тектонічному сенсі є стабільним регіоном — це давня докембрійська континентальна платформа, яка ідентична з платформами Індії, Бразилії, Африки, Австралії. Результати комплексних геолого-геофізичних досліджень свідчать про те, що Східна Антарктида виникла у результаті розпаду Гондвани, а вік її фундаменту становить близько 2,5—3,0 млрд років, вона майже повністю покрита льодом (товщина покриву — 1—2 км). Західна Антарктида є молодою платформою, яка виникла близько 500 млн років тому у результаті приєднання дрібних мікроплит. На відмінності глибинної будови Західної та Східної частин Антарктиди вказують дані сейсмічної томографії. Сьогодні Антарктична плита активно піддається геодинамічним дослідженням різноманітними методами. Зокрема на території Антарктиди діє більше ніж 10 перманентних GNSS-станцій, 4 станції VLBI, 4 станції DORIS, одним з основних завдань яких є моніторинг кінематики Антарктичної плити. Також проводяться щорічні регіональні та локальні GNSS-спостереження та геолого-геофізичні дослідження.
Уперше в 1988 р. австралійські вчені запропонували використати метод GPS для моніторингу рухів земної поверхні на території Антарктиди. Пілотний проєкт складався з двох частин: планування спостережень — січень 1990 р. і тестові спостереження — січень 1991 р. З успіхом перших спостережень WG-GGI (Working Group on Geodesy and Geographic Information) розпочали серію GPS-кампаній під керівництвом Р. Дітріха. Основною метою цих кампаній було створення високоточної геодезичної мережі в Антарктиці; визначення відносних швидкостей і напрямків руху Антарктичної плити в системі координат ITRF; визначення зв'язку між вертикальними рухами та таненням льодового покриву; прив'язка Антарктиди до системи координат ITRF. Протягом 1999—2003 рр. в районі Землі Вікторія були проведені GPS спостереження в межах проєкту VLNDEF (Victoria Land Network for Deformation) італійських вчених. Мережа складалася з 27 пунктів та охоплювала території 800 км на північ і 300 км на захід від Берега Нової Землі до Тихоокеанського узбережжя. Ця мережа була прив'язана до мережі TAMDEF (Transantarctic Mountains Deformation). Після встановлення нових пунктів в 2003 р. мережа простягається на 670 км з півночі на південь і 400 км з заходу на схід. Основне завдання досліджень полягає у вивченні взаємозв’язку між вертикальними рухами земної поверхні та льодовиково-ізостатичною компенсацією в цьому регіоні; дослідження сучасної тектонічної активності розлому Террор. Мережа має 6 базових станцій, що обслуговують 26 пунктів, на яких виконуються повторні GPS-кампанії з 1996 р. В результаті оброблення повторних GPS-спостережень в районі Землі Вікторії виявлено підіймання скельних порід із середньою швидкістю 4 мм/рік. Автори вважають, що причинами підіймання скельних порід Трансантарктичних гір є зміна товщини льодового покриву Східної Антарктики під впливом льодово-ізостатичної компенсації. 
Дослідження геофізиків, перш за все сейсмічні і гравіметричні спостереження, дозволили отримати уявлення і про потужності земної кори під льодовиковим покривом Антарктиди. Якби лід Антарктиди розкласти рівним шаром на поверхні земної кулі, то наша планета вкрилася б шаром льоду товщиною 40 м, а якби цей лід розтопити, то рівень Світового океану, піднявся б на 60 м. У льодовиковому покриві Антарктиди 90% об'єму всіх прісних поверхневих вод.
Протягом 2001—2006 рр. на території Західної Антарктики була створена Західно-Антарктична GPS-мережа WAGN, яка охоплює територію вздовж Західноантарктичного льодового купола від Моря Росса до Моря Ведела і від Тихоокеанського узбережжя до Трансантарктичних гір. Призначення полягає у дослідженні кінематики мікроплит, вивченні динаміки Західноантарктичного льодового купола. 
Отже, на основі комплексних геодезичних та геолого-геофізичних досліджень створюється геодинамічна модель Антарктики, яка постійно уточнюється у разі появи нових результатів. Останніми роками ц модель доповнюється результатами прецизійних геодезичних вимірювань. Основним методом цих вимірювань є мережа перманентних GNSS-станцій, яка дає змогу практично в реальному часі відслідковувати сучасні рухи континенту та танення льодовикового купола Антарктики.

### Альтиметричні місії та їхнє застосування для вивчення топографії океану в регіоні Антарктики
Метод супутникової альтиметрії як порівняно новий підхід високоточного супутникового знімання забезпечує різні галузі наук про Землю інформацією про стан океану та його зміни. З геодезичної точки зору особливого значення набувають такі супутникові технології, як альтиметрія і GNSS, оскільки з їх допомогою стало можливим безпосередньо вимірювати геометрично висоти поверхні квазігеоїда: в регіонах океану методом альтиметрії, за умови використання моделі океану, а на континентах — шляхом визначення геодезичних координат методом GNSS в точках з відомими висотами, пов’язаними з рівнем моря. В Антарктиці останніми десятиліттями створено мережу перманентних GNSS-станцій, а також GNSS-мережі згущення для локальних ділянок материка. Використання цих двох технологій має в регіоні Антарктики, мабуть, найбільш важливе практичне значення, оскільки призводить до значно швидшого та дешевшого шляху визначення нормальних висот, ніж використання традиційних нівелірних робіт на площі, яка є майже в два рази більшою за площу Європи.
Таким чином, якщо йдеться про геодезичне вивчення Антарктичного материка, то виникає необхідність врахування недостатньої геодезичної вивченості континенту як в плановому, так і у висотному відношеннях. Висотна складова відома лише в окремих локальних ділянках у вигляді достатньо рідких нівелірних мереж, через що основними даними про топографію на континенті стає інформація у вигляді цифрових моделей топографії DTM. Проблема побудови DTM на континенті з більшою роздільною здатністю і точністю, ніж широко відомі глобальні моделі топографії відповідає, мабуть, одній з найбільш актуальних тут геодезичних задач. Крім того, використання високоточних даних супутникової альтиметрії дозволяє поставити і другу актуальну задачу побудови високоточної моделі стаціонарної частини топографічної поверхні океану SST (Sea Surface Topography), враховуючи наявність Південно-Антарктичної течії з висотами, які сягають величин більше ніж 10 м. Використання даних про GNSS-визначені геодезичні координати та середні висоти рівня моря в окремих футштоках дозволяють зробити вибір регіональної вертикальної системи висот для Антарктичного континенту, яка була б пов'язана як з відомими припливними станціями, так і гравітаційним полем області, що вивчається після розв'язування додаткової задачі з узгодження та фіксації регіонального параметра W0.
Таким чином, напрям досліджень обумовлений рядом рекомендацій Наукового комітету антарктичних досліджень (SCAR), поданих у програмі «Міжнародного полярного року 2007—2008», Міжнародної асоціації геодезії (IAG) в межах Комісії 2 «Гравітаційне поле» та програмою Українських антарктичних експедицій в районі антарктичної станції «Академік Вернадський» і пов'язаний з актуальною необхідністю моделювання висот поверхні квазігеоїда, топографії океану SST навколо Антарктики і топографічних висот на континенті, які були б узгоджені з сучасними різноманітними даними супутникових і наземних вимірів таких наук про Землю, як геодезія, океанографія, геофізика та ін. Основною метою дисертаційної роботи є розробка методики моделювання різних за своєю природою полів на основі теоретично обґрунтованої з точки зору сучасної геодезії теорії опрацювання та узгодження різнорідних за своєю природою даних: 1) регіонального гравітаційного поля; 2) топографії океану в околі Антарктики. Для досягнення цієї мети поставлено і розв'язано такі задачі:
•	проведення аналізу сучасного стану геодезичної вивченості Антарктики;
•	аналіз методів фізичної геодезії для вибору ефективного алгоритму аналітичного моделювання регіонального гравітаційного поля на основі різнорідних за точністю даних;
•	створення цифрової регіональної моделі стаціонарної частини топографії океану в околі Антарктики на основі 110 000 000 даних альтиметрії з шести супутникових місій за період з 1992 по 2007 рр.; 
•	виконання незалежної перевірки шляхом сумісного використання моделей поверхні квазігеоїда і стаціонарної частини топографії океану SSTA на відомих антарктичних футштоках; 
•	визначення нормальних висот для пунктів GNSS-знімання і приведення глобальної моделі висот GEBCO в систему висот, пов'язану з регіональним гравітаційним полем і одержаним параметром W0.
На основі аналізу різних наборів гравіметричних даних, враховуючи базу даних ADGRAV (SCAR), було виключено дані аерогравіметричного знімання у зв'язку з відсутністю інформації про висоти зальотів. Основними даними для побудови моделі гравітаційного поля стали поверхневі гравіметричні виміри ADGRAV і BGI як на континенті, так і на океані. Для покриття „білих плям“ було використано два розв'язки KMS (Данський геодезичний інститут) для аномалій сили ваги, які були отримані у 1999 і 2001 рр. на сітці за даними геодезичних місій TOPEX/POSEIDON і ERS-1. 
1.3. Космічний моніторинг льодяних полів Антарктиди
Дані вимірювань полярно-орбітальних російських і зарубіжних супутників дистанційного зондування Землі (ДЗЗ) були використані для космічного моніторингу крижаних полів Антарктики. В рамках вирішення цього завдання ГУ «НДЦ«Планета»і ІВМ і МГ СО РАН здійснюють довгострокове співробітництво в області створення і використання методів і технологій обробки супутникових даних. Наводяться дані про наявні та перспективні вітчизняні та зарубіжні космічні апарати, опис розроблених методів і оперативних технологій моніторингу крижаних полів Антарктики. Космічний моніторинг крижаного покриву Землі проводиться в ГУ «НДЦ«Планета» понад 25 років, з моменту запуску в 1983 р. першого вітчизняного океанографічного супутника серії «Океан» з радіолокаційною станцією бокового огляду X-діапазону (довжина хвилі 3,2 см). У наступні роки льодові спостереження були доповнені даними видимого і інфрачервоного діапазонів з вітчизняних і зарубіжних космічних систем Метеор, Ресурс, NOAA, EOS (TERRA, AQUA). В Нині у зв'язку з відсутністю на орбітах російських супутників спостереження Землі, моніторинг крижаного покриву здійснюється за даними з зарубіжних супутників. Важливим напрямком в забезпеченні космічного моніторингу є створення технології побудови карт льодової обстановки по супутниковими даними видимого, інфрачервоного або мікрохвильового діапазонів. В технології втілено поєднання автоматизованих і інтерактивних процесів. В автоматизованому режимі здійснюється попередня обробка супутникових зображень (географічна прив'язка, трансформування космічних зображень в, сформовані заздалегідь, картографічні основи, складання оглядових монтажів). В інтерактивному режимі здійснюється дешифрування на космічних знімках льодових параметрів (вік, згуртованість, форми льоду, узагальнені характеристики і ін.) і їх уявлення на карті. З цієї технології в ДУ «НДЦ«Планета» щорічно випускається близько 600 карт і оглядових мозаїк льодової обстановки. З 2002 р здійснюється побудова карт меж поширення морського льоду в Антарктиці по радіолокаційним даними американського супутника QuikSCAT. Виділення кордону морського льоду на радіолокаційних зображеннях Антарктики здійснювалося з використанням технологій автоматизованого розпізнавання і інтерактивного дешифрування. Аналіз супутникової радіолокаційної інформації за 2002 — 2007 рр. показав, що сезонні і міжрічні варіації площ покриття морського льоду Антарктики істотно нижче, ніж в Арктиці за аналогічний період спостереження.

## Внесок українських вчених у дослідження материка

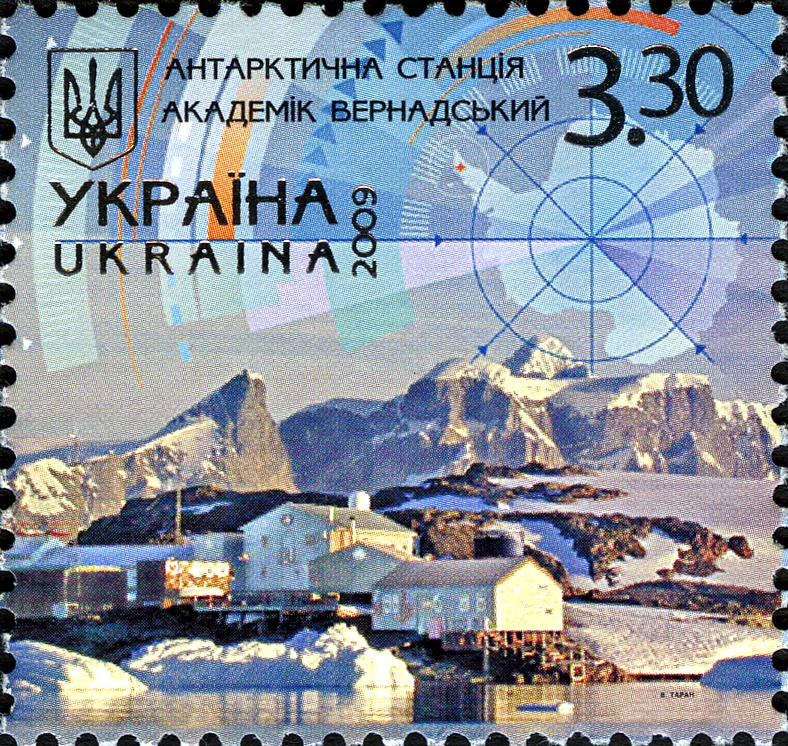
Поштова марка із зображенням української антарктичної станції "Академік Вернадський"

### Українська антарктична станція «Академік Вернадський»
Регулярні дослідження в Антарктиді проводяться з 1956 р. На материку і прилеглих островах різні країни світу обладнали науково-дослідні станції. Антарктична станція «Академік Вернадський» була відкрита в лютому 1996 року, коли Англійське Антарктичне Товариство передало Україні станцію «Фарадей». Наукова база на Аргентинських островах поблизу Антарктичного півострова була заснована під час Британської експедиції на Землю Греяма в 1934—1937 роках. У 1947 році англійці вирішили заснувати повноцінну цілорічну метеорологічну станцію. Проєкт передбачав заснування станції на основі першої будівлі на острові Вінтер. Однак, коли експедиція висадилась в кінці січня на цей острів, то не виявила ніякої будівлі. Лише пізніше на протилежному березі протоки були знайдені залишки дерев'яної споруди, що дозволило припустити, що будівлю знесло гігантською хвилею. У зв'язку з цим перші зимівники були змушені будувати будинок для себе своїми силами з підручних засобів. Станція була названа базою F, і була призначена для зимівлі 4—6 чоловік. Аж до 53-го року люди зимували на цьому місці. І лише в 54-му році нова будівля була побудована на сусідньому острові Галіндез, де вже могли зимувати до 10-ти чоловік. Остання велика перебудова станції була в 1980 році, коли було прибудовано двоповерхову будівлю до старої одноповерхової. У 1977 році база F була перейменована в станцію "Фарадей".
На станції проводилися наукові дослідження за декількома напрямками. Спочатку основна увага приділялася метеорологічній програмі. У 1957 році почалася програма геофізичних досліджень, що включає в себе магнітометричні і іоносферні дослідження. У 1957 році на станції був встановлений спектрофотометр Добсона, що поклало початок вимірам вмісту озону в атмосфері.
У листопаді 1993 року Велика Британія розповсюдила через свої посольства пропозицію про передачу станції «Фарадей» на острові Галіндез Аргентинського архіпелагу одній з «неантарктичних» країн. У серпні 1994 року було прийняте рішення передати станцію «Фарадей» Україні. У серпні-вересні 1994 року проходила двадцять третя сесія SCAR, на якій Україну вступила у цю міжнародну організацію, яка займається науковими дослідженнями в Антарктиці.
У 1994 році стартував проєкт «Україна повертається в Антарктиду», на який фонд Сороса «Відродження» виділив грант у сумі $ 12 тис. Британці передали станцію разом з обладнанням, серед якого полярна реліквія — спектрофотометр Добсона — прилад для вимірювання озону, завдяки якому в 80-х роках була відкрита озонова діра над Антарктидою. Українські полярники підняли синьо-жовтий прапор над станцією 6 лютого 1996 року. Станція отримала назву «Академік Вернадський».
Разом зі станцією британці передали нам можливість продовжувати найдовші ряди спостережень за кліматом, озоновою дірою, іоносферою та магнітним полем Землі. Завдяки станції українські вчені вперше увійшли до наукової спільноти з фізики озонового шару. І через кілька років зробили відкриття асиметрії у розподілі озону над Антарктикою, що привернуло увагу до цієї події вчених інших напрямків і спровокувало сплеск публікацій з асиметрії інших параметрів в Антарктиці.

### Українські антарктичні експедиції
Державна установа Національний арктичний науковий центр також організовує українські арктичні експедиції, які цілорічно працюють на станції «Академік Вернадський». Детальна програма експедиційних досліджень щорічно розглядається і затверджується на засідання науково-технічної ради «Антарктика». Усього за 20 років для участі в експедиціях підготовлено 156 полярників. Професор Третяк К. Р. був учасником 8-ї та 10-ї антарктичних експедицій і заснував у районі української станції «Академік Вернадський» високоточну геодезичну мережу. Під його безпосереднім керівництвом проведено два цикли повторних GPS-вимірів на цій мережі, за результатами яких уточнено місцезнаходження тектонічного розлому протоки Пенола та розроблена його геодинамічна модель, визначено локальні швидкості руху земної кори у регіоні архіпелагу Аргентинські острови. Під керівництвом К. Р. Третяка було встановлено складові векторів зміщень Антарктичної тектонічної плити. 
Під час 8-ї Української антарктичної експедиції (УАЕ) (лютий — березень 2003 р.) в районі розташування станції «Академік Вернадський» працівники Національного університету «Львівська політехніка» (К. Третяк, В. Глотов, Ю. Голубінка) за підтримки Українського антарктичного центру створили прецизійну геодезичну мережу, основним завданням якої є вивчення деформацій земної кори і створення опорної геодезичної основи для виконання топо-графо-геодезичних спостережень. Повторні GPS-виміри, виконані у березні та квітні 2005 р. під час сезонних робіт 10-ї УАЕ, дали змогу визначити вектори зміщень окремих станцій і побудувати узагальнену геодинамічну модель території протоки Пенола. Розширення геодезичної мережі та доповнення геолого-геофізичних даних планувалось провести під час наступної Антарктичної експедиції. Ці плани не були реалізовані, тому деталізація геодинаміки району протоки Пенола була здійснена на основі інтерпретації наявних геодезичних та геолого-геофізичних матеріалів з залученням нових даних щодо регіональної геодинаміки Антарктичної літосферної плити і гравіметричної томографії. Метою дослідження є побудова детальної геодинамічної моделі досліджуваної території на основі комплексного аналізу геодезичних даних та геолого-геофізичної інформації. Створена геодинамічна мережа охоплює північно-східні прилеглі до станції «Академік Вернадський», острови та частину материка в радіусі 15 км. Видимість супутників практично на всіх пунктах забезпечена на висоті 10–150 і вище. Для підвищення достовірності та точності визначення координат пунктів у виміряні вектори було введено поправки за ексцентриситет фазових центрів GPS-антен та виконана апостеріорна оптимізація мережі. Завдяки застосуванню методики визначення ексцентриситетів фазових центрів антен GPS-приймачів та апостеріорній оптимізації вимірів GPS-мереж вдалось на 15–25 % підвищити точність та достовірність визначення координат пунктів.

## ВИСНОВОК
Проаналізувавши матеріали останніх метеорологічних і гляціологічних спостережень у цьому регіоні та в інших місцях земної кулі, можна стверджувати, що спостереження за льодовиками є лише частиною масових досліджень, які сприяють встановленню тенденції глобальних кліматичних змін на усій планеті, а також різноманітних змін безпосередньо в районі Антарктичного узбережжя. Зростають також обсяги досліджень льодовиків методами дистанційного зондування. Водночас не досліджено такі питання розвитку острівних та материкових льодовиків цього регіону:
– просторове зміщення льодовиків за відповідний проміжок часу;
– особливості льодовиків та їх морфологічні характеристики на різних етапах розвитку;
– зміни форми та розмірів льодовиків, а також їх об'ємів, складу мас льоду. Постановка завдання Протягом 2002—2005 рр. та 2013 р., зокрема на острові Галіндез, виконувалось цифрове стереофотото- пографічне знімання льодовика, який там розташований.
У 2013 р. вперше було застосовано для дослідження цих льодовиків наземне лазерне сканування. Спостереження пов'язані з тим, що розміри острівних льодовиків в останні 50 років істотно змінились через підвищення температури у цьому регіоні. Льодовиковий купол зменшує свої об'єми, але зміни, що проходять, не однорідні. Отримані результати свідчать, що необхідно проводити постійний моніторинг льодового купола та льодовиків архіпелагу Аргентинських островів. Отже, постало завдання — провести дослідження острівних льодовиків як каталізаторів зміни кліматичних, біологічних та гляціологічних процесів, які відбуваються у Західній Антарктиці.
У наступному 2017 р. на території континенту Антарктиди будуть тестувати новітню установку, яку використовують для дослідження космічних променів. Обладнання має функцію фіксувати космічні частинки. Розробники проєкту заявляють, що якщо всі роботи пройдуть чітко за планом, то в наступному році задумане втілять у життя. Зараз немає навіть подібного обладнання, яке можна було б взяти за основу. Новітній винахід зможе реєструвати космічні промені, які проникають через земну атмосферу. За словами експертів, континент Антарктида — це найкраще місце для проведення таких експериментів, адже саме там ясні доби тривають протягом декількох днів. Апарат планують встановити на станції Новолазарівська. Якщо тестування та запуск обладнання пройде успішно, то вже через один рік роботи можна отримати результати дослідження. За допомогою пристрою, постараються вирішити проблему поширення космічних променів.

## Список використаних джерел
1. Дослідження гравітаційного поля, топографії океану та рухів земної кори в регіоні Антарктики / О. М. Марченко, К. Р. Третяк, Ю. І. Голубінка,   Д. О. Марченко, А. Я. Кульчицький, Н. П. Третяк. — Львів: Видавництво Львівської політехніки, 2012. — 172 с.
2. Третяк Н. П. Моделювання гравітаційного поля та топографії океану в регіоні Антарктики: дис. на здоб. наук. ступ. канд. техн. наук: спец. 05.24.01 — геодезія, фотограметрія і картографія / Н. П. Третяк; Національний університет «Львівська політехніка». — Л., 2008.
3. Глотов В. М. Створення фронтальних планів льодовиків Антарктичного узбережжя / В. М. Глотов // Сучасні досягнення геодезичної науки та вироб- ництва. — Львів. — 2003. — С. 264—268.
4. Третяк К. Кульчицький А., Голубінка Ю. (2006а) Геодинамічні дослідження тектонічного розлому протоки Пенола (Антарктичний півострів, архіпелаг Аргентинські острови) // Сучасні досягнення геодезичної науки та виробництва. — 2006. — ІІ (12). — С. 134—140.
5. http://cikavosti.com/y-2017-roci-na-antarktidi-vstanovliat-aparat-dlia-vivchennia-kosmichnih-promeniv/
6. http://innov.org.ua/analityka/statti/2949-ukrainski-naukovi-doslidzhennia-v-antarktydi-napriamy-dosiahnennia-vyklyky [Архівовано 30 квітня 2022 у Wayback Machine.]
7. http://blogs.lb.ua/clean_thursday/327657_antarktika.html 8.	Академік Вернадський